# Ticket to Ride (spil)
Ticket to Ride er et brætspil af designertypen, skabt af Alan R. Moon. Det udkom i 2004 og udgives af bl.a. Days of Wonder og Lautapelit.fi. Spillet vandt Spiel des Jahres-prisen i 2004.

## Spillet
Ticket to Ride er et spil, hvor man skal gøre krav på togruter hen over USA. På kortet finder man en række byer og ruterne mellem byerne. De enkelte togruter består af en række felter, som enten har en farve eller er grå, hvilket betyder, at man kan vælge en hvilken som helst farve. Derudover består spillet af togvognskort i otte forskellige farver, svarende til togruternes farver, plus lokomotiver, der er jokere, destinationskort, som angiver ruter man skal fuldføre, samt togvognsbrikker i fem farver, en for hver mulig spiller. Der er desuden en række hjælpemidler.
Hver spiller starter med at trække en håndfuld destinationskort, som hver angiver to byer, som man skal få til at hænge sammen med sine togruter. Jo længere afstand mellem byerne, desto flere point giver det at opbygge ruten (og hvis man ikke får bygget ruten, inden spillet er slut, skal pointene trækkes fra).
Derefter får spillerne en håndfuld togvognskort. Den spiller, som er mest berejst, starter. 
I sin tur kan man enten trække togvognskort, gøre krav på en rute eller trække destinationskort.
Når man trækker togvognskort kan man trække fra bordet eller fra bunken. Hvis man trækker en joker fra bordet, må man kun trække et kort, i alle andre tilfælde må man trække to.
For at gøre krav på en rute skal man lægge et antal kort, der svarer til antallet af felter på ruten. Kortene skal have samme farve som felterne (eller være en joker), hvis felterne er grå, er det ligegyldigt, hvilken farve man bruger, men de kort man bruger, skal have samme farve. Når man gør krav på en rute, får man point efter længden af ruten og flytter sin pointmarkør.
Mange linjer er kun enkeltsporede, derfor gælder det om at komme først for at bygge der, ellers må man gå en omvej. Man må derfor træffe både taktiske og strategiske valg, om hvorvidt man vil sætte sig på en linje, og derved måske afsløre ens langsigtede hensigter.
Spillet slutter, når én spiller er ved at have opbrugt sine togvogne til at bygge linjer med. Alle får herefter en afsluttende runde, hvorefter man afslører destinationskortene og tæller point op.
Der gives point for at opfylde destinationskort, for enkeltruter samt en bonus for at bygge den længste sammenhængende rute.

## Udvidelser og Varianter
Udvidelser:
- Ticket to Ride: Mystery Train Expansion
- Ticket to Ride: USA 1910 som inkluderer Mystery Train
- Ticket to Ride: Switzerland
- Ticket to ride: Alwin and Dexter

Varianter:
- Ticket to Ride: Europe
- Ticket to Ride: Märklin Edition
- Ticket to Ride: Nordic Countries, som kun er udkommet i de nordiske lande.

Computerspil:
- Ticket to Ride: Online, som man kan spille på Days of Wonders website.
- Ticket to Ride: The Computer Game, som fås i Windows- og Mac-versioner, og som dækker det originale spil, Ticket to Ride: Europe, og  Ticket to Ride: Switzerland. Ticket to Ride: USA 1910-udvidelsen kan downloades gratis.

## Priser
- Spiel des Jahres (2004)
- Årets Spel: Bedste familiespil (2005)
- Vuoden Perhepeli: Bedste familiespil (2005)
- Hra roku: Bedste spil (2006)